# Estadio Santo Domingo
’
Estadio Municipal Santo Domingo de Guzmán – stadion piłkarski w gwatemalskim mieście Mixco, w departamencie Gwatemala. Obiekt może pomieścić 2 000 widzów, a swoje mecze rozgrywa na nim drużyna Deportivo Mixco.
Obiekt został oddany do użytku we wrześniu 2018, jako część kompleksu sportowego obejmującego również między innymi boiska do koszykówki, papi fútbol, salę gimnastyczną oraz place zabaw dla dzieci. Łączny koszt budowy kompleksu wyniósł ponad 30 milionów quetzali.
Stadion posiada jedną, częściowo krytą trybunę, a także cztery słupy sztucznego oświetlenia i sztuczną murawę.